# Ptilotus declinatus
Ptilotus declinatus är en amarantväxtart som beskrevs av Christian Gottfried Daniel Nees von Esenbeck. Ptilotus declinatus ingår i släktet Ptilotus och familjen amarantväxter. Inga underarter finns listade i Catalogue of Life.